# Kádár Gyula (katonatiszt)

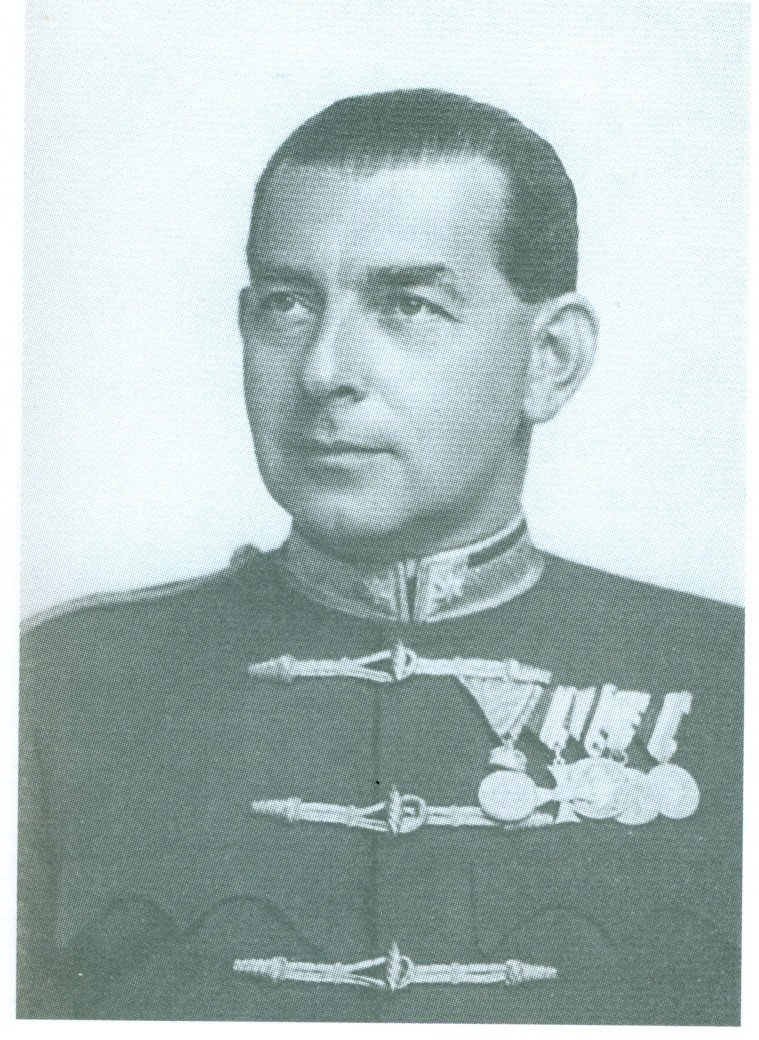
Kádár Gyula hivatalos katonai portréja

Kádár Gyula, nyárádgálfalvi (Debrecen, 1898. december 16. – Budapest, 1982. március 14.) magyar katonatiszt, vezérkari ezredes.

## Élete
Apja honvéd ezredes volt. 1912-16-ban a Magyar Királyi Soproni Katonai Főreáliskolában tanult. Ennek elvégzése után két hónapos nyári szabadsága alatt csapatszolgálatra jelentkezett (a katonai iskolások számára szigorúan tiltották az idő előtti jelentkezést frontszolgálatra). Ezután a Magyar Királyi Honvéd Ludovika Akadémián folytatta tanulmányait. 1918. augusztus 17-én avatták gyalogos hadnaggyá. Az 1918-19-es forradalmak idején a szegedi 5. sz. gyalogezrednél szolgált. 1919 novemberében a Nemzeti Hadsereg tisztjeként vonult be Budapestre Horthy parancsnoksága alatt. Ezután a Szegeden alakult új gyalogezred századparancsnoka lett. 1922-től főhadnagyként Debrecenbe helyezték át.
Az 1933-34-es tanévtől a Ludovika Akadémia tanára. 1937-ben vezérkari őrnaggyá léptették elő. 1939-től a pécsi IV. hadtest parancsnokságán a kiképzési osztály irányítója. 1940 szeptemberében részt vett az észak-erdélyi bevonulásban. 1941 tavaszán a délvidéki harcokban vett részt. 1942. május 1-jén a Vezérkari Főnökség állományába került át, mint a VKF-6. (nemzetvédelmi és propaganda) osztályának a vezetője. 1942. január 1-jei hatállyal vezérkari ezredessé léptették elő. 1943. augusztus 1-jétől a Vezérkari Főnökség 2. (hírszerző és kémelhárító) osztályának a vezetője. Szombathelyi Ferenc vezérkari főnök utasítására ő készítette elő az angolszász ejtőernyős egységek és égi úton szállított csapattestek magyarországi fogadását a kiugrás esetére, és a magyar honvédség csatlakozását az angolszász expedíciós hadsereghez. Figyelmeztette feletteseit a német megszállás veszélyére. 

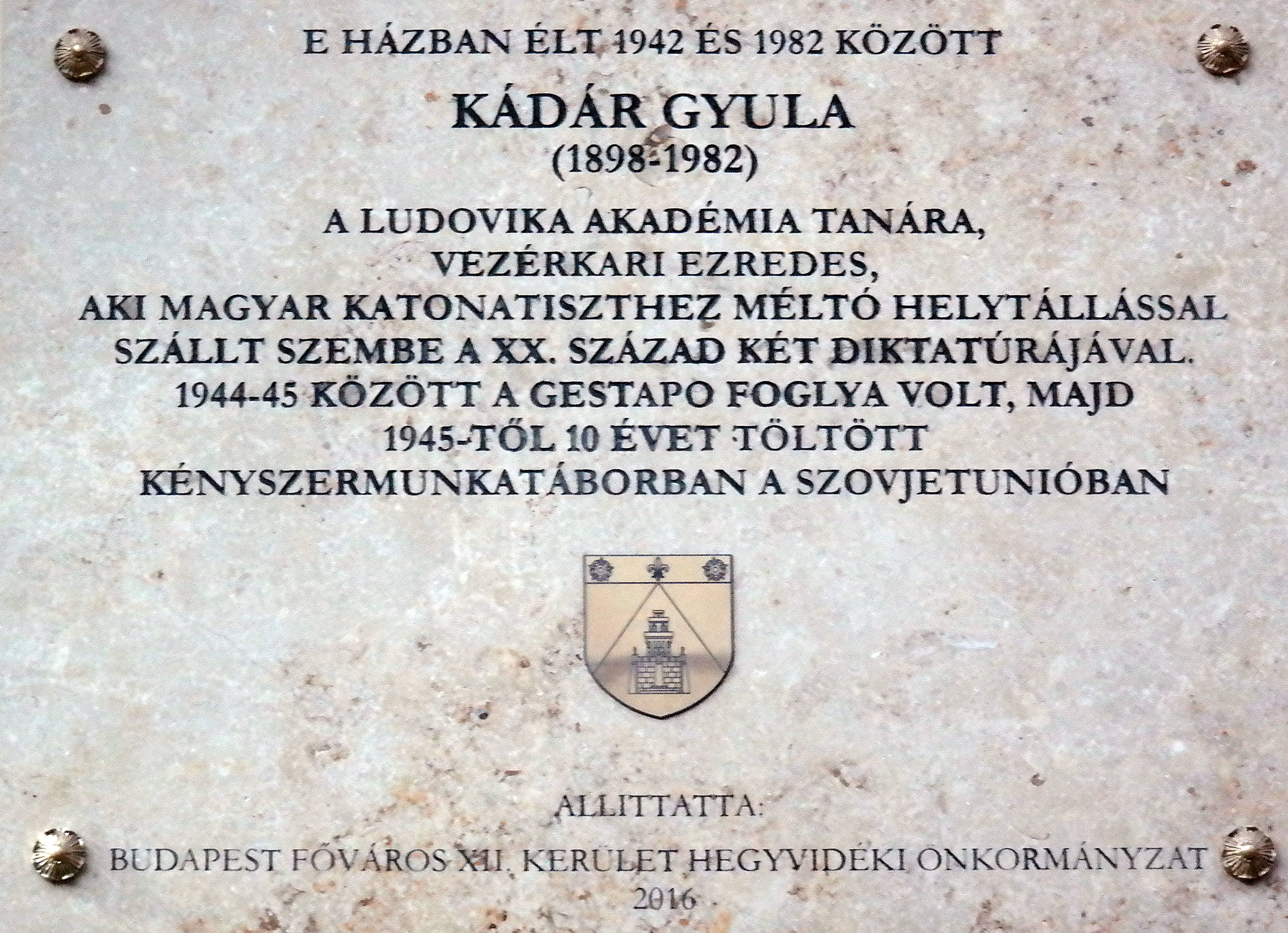
Emléktáblája
Budapest XII. kerület Márvány utca 33

1944 februárjában felvette a kapcsolatot Bajcsy-Zsilinszky Endrével. A német megszállás után, 1944. április 17-én a Gestapo letartóztatta. Június végén a magyar vezetés követelésére átadták a magyar katonai bíróságnak, és július 1-jén szabadlábra helyezték. Német tiltakozásra Vörös János vezérkari főnök ismét letartóztatta és hűtlenség bűntette miatt vádat emelt ellene, de a bíróság a vád alól felmentette. A nyilas hatalomátvétel után Beregfy Károly honvédelmi miniszter tartóztatta le. 
A szovjet hadsereg közeledtére a Margit körúti fegyházból Sopronkőhidára szállították, majd Németországba ahol az amerikai hadsereg szabadította ki fogságából. Hazatérésekor a kommunista vezetés alatt álló Katonapolitikai Osztály letartóztatta, majd mint háborús bűnöst átadták a szovjeteknek. A Szovjetunióban a szovjet katonai bíróság 15 évi kényszermunkára ítélte. 
Tíz év elteltével, 1955. november 19-én lépte át a magyar határt. Nem engedték haza, hosszú hónapokig vallatták, vizsgálatot kezdtek ellene, s csak 1956 szeptemberében bocsátották szabadon, de egyúttal az állambiztonság ügynöknek szervezte be „Késmárki” fedőnéven. Fő feladata korábbi tiszttársainak, főleg Kéri Kálmánnak és Hátszegi Ottónak az ellenőrzése volt, akik maguk is az állambiztonság ügynökei lettek. A három tiszt általában pozitív és semmitmondó jelentéseket írogatott egymásról, hiszen részint egymás jó barátai, részint pedig tartóiknál képzettebb és műveltebb tisztek voltak.
Önéletrajzi kötete – erősen cenzúrázva – 1978-ban a Magvető Könyvkiadónál jelent meg A Ludovikától Sopronkőhidáig címmel.
1991. március 15-én posztumusz vezérezredessé léptették elő.

## Művei
- Sasok harca; Magyar Repülő Sajtóvállalat, Bp., 1942
- A Ludovikától Sopronkőhidáig; Magvető, Bp., 1978 (Tények és tanúk), ISBN 963-270-694-3